# Jean-Pierre Goretta
 (décembre 2021).
Si vous disposez d'ouvrages ou d'articles de référence ou si vous connaissez des sites web de qualité traitant du thème abordé ici, merci de compléter l'article en donnant les références utiles à sa vérifiabilité et en les liant à la section « Notes et références ».
Jean-Pierre Goretta fut l’un des reporters les plus connus de la Radio suisse romande. Il est né le 9 janvier 1926 au Petit-Saconnex et décédé le 29 juillet 1985 à Lausanne.

## Biographie
Jean-Pierre Goretta avait commencé des études économiques et juridiques avant de faire du théâtre. Dès 1950, comme radio-reporter, il a parcouru le monde, vivant plusieurs événements en direct, comme l’insurrection de Budapest en 1956. Durant la guerre d'Algérie, en 1962, il échappa de justesse à une attaque de fellaghas pendant un reportage. Jean-Pierre Goretta a animé de nombreuses émissions de reportages : Escale, Le Monde est sur l'antenne, Les Chemins de la vie, Itinéraires, Vingtième siècle, etc. Jean-Pierre Goretta avait le génie de l’interview. Ses silences avaient souvent plus d’importance que ses questions.
Jean-Pierre Goretta  a également travaillé pour la télévision, collaborant notamment aux émissions d'actualité Continents sans visa et Temps présent.
Il est frère du cinéaste Claude Goretta.
Un Prix Jean-Pierre Goretta est ouvert aux professionnels des radios locales de Suisse romande, aux collaborateurs de Radio France, Radio Canada, de la Radio-Télévision belge ainsi que de la Radio Suisse Romande. Créé en 1986, il récompense un entretien radiophonique qui privilégie la mise en valeur, l'écoute et le respect de l'interlocuteur.

## Documentaire
- Jean-Pierre Goretta, Alain Tanner, Mai 68 à Paris, 6 juin 1968, Radio télévision suisse, voir en ligne.